# 尼尔廷根
尼尔廷根（德語：Nürtingen，發音：[ˈnʏʁtɪŋən] ⓘ）是德国巴登-符腾堡州斯图加特行政区埃斯林根县的城市，位于内卡河畔，面积46.88平方千米，2023年12月31日人口为41,447人。

## 友好城市
尼尔廷根与以下城市结为友好城市：
- 法國 乌兰
- 朗达卡嫩塔夫
- 匈牙利 布达佩斯第二十三区
- 德国 采尔布斯特